# Hume (Illinois)
Hume és una població dels Estats Units a l'estat d'Illinois. Segons el cens del 2000 tenia 382 habitants.

## Demografia
Segons el cens del 2000, Hume tenia 382 habitants, 175 habitatges, i 112 famílies. La densitat de població era de 289,2 habitants/km².
Dels 175 habitatges en un 28% hi vivien nens de menys de 18 anys, en un 52,6% hi vivien parelles casades, en un 9,7% dones solteres, i en un 36% no eren unitats familiars. En el 33,1% dels habitatges hi vivien persones soles el 22,9% de les quals corresponia a persones de 65 anys o més que vivien soles. El nombre mitjà de persones vivint en cada habitatge era de 2,18 i el nombre mitjà de persones que vivien en cada família era de 2,75.
Per edats la població es repartia de la següent manera: un 22% tenia menys de 18 anys, un 6,5% entre 18 i 24, un 23% entre 25 i 44, un 23,8% de 45 a 60 i un 24,6% 65 anys o més.
L'edat mediana era de 44 anys. Per cada 100 dones de 18 o més anys hi havia 79,5 homes.
La renda mediana per habitatge era de 27.404 $ i la renda mediana per família de 37.500 $. Els homes tenien una renda mediana de 27.500 $ mentre que les dones 22.250 $. La renda per capita de la població era de 14.970 $. Aproximadament el 6% de les famílies i el 10,9% de la població estaven per davall del llindar de pobresa.

## Poblacions properes
El següent diagrama mostra les poblacions més properes.

## Personatges il·lustres
- Edward Adelbert Doisy (1893 - 1986), bioquímic, metge i professor universitari nord-americà guardonat amb el Premi Nobel de Medicina o Fisiologia l'any 1943.